# Облачение католических монахов

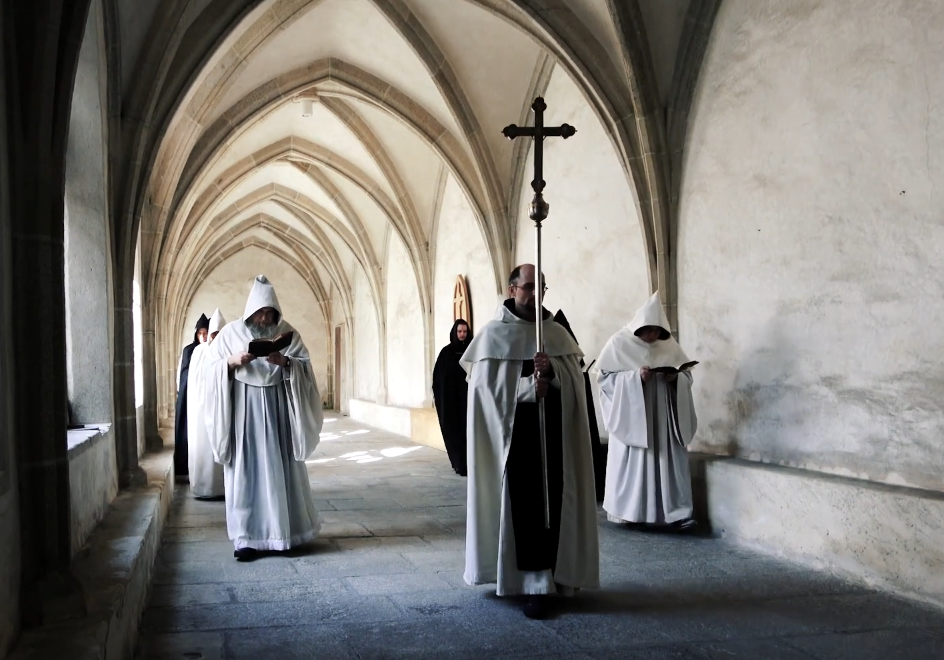
Цистерцианцы

Облаче́ние католи́ческих мона́хов — повседневное облачение, которое носят монахи Католической церкви, имеющее символическое значение. Облачение католического монаха — символ принадлежности к определённому ордену и единения с ним посредством устава. В Средние века общество разделялось на цехи (каменщики, плотники, пекари, аптекари и прочие), которые носили определённую одежду. Монахи также носили отличительные облачения (каждый орден имел своё облачение). Монашеские ордены были связаны с цехами, образуя братства (например, гумилиаты были связаны с цехом чесальщиков шерсти и сукноделов).
Жизнь монаха состоит из любви к Богу (Втор. 6:5), а облачение и тонзура должны напоминать монаху о цели его жизни. Поэтому монах носит дешёвое облачение тёмных оттенков, чтобы показать окружающим, что он — грешник, а укутавшись в длинное платье до пола и глубокий капюшон, напоминает себе о соблюдении всех Божьих заповедей до конца жизни.
Монашеское облачение — символ перемены жизни к исповедованию целомудрия и смирения. Поэтому у каноников Марбаха существует особая молитва об освящении облачения с призыванием Святого Духа совершить преображение человека. Из-за этого в ордене Артиж, случись монаху быть наказанным, ему подрезали капюшон, чтобы показать его бесчестие. Цистерцианцы заставляли провинившегося конверза работать в одежде мирянина.
Монашеское облачение наделялось магической силой и называлось «спасительным», так человек, поцеловавший полу рясы странствующего монаха, обретал отпущение грехов за 5 лет, чего можно было бы добиться, соблюдая 40-дневные посты в течение этого срока. Поэтому некоторые миряне желали быть погребёнными в монашеской рясе, служившей саваном.

## Облачение орденов
Среди орденов велись бесконечные споры о цвете облачения, покрое, длине туники, размерах капюшона, поясе, обуви. Единственным требованием было соблюдение обета бедности, житьё в простоте. Облачение изготавливали из шерсти (овечьей, козьей, верблюжьей), пеньки, льна. Поэтому облачение было жёстким и колючим. Монахи (картезианцы, францисканцы, авелланиты) в облачении подражали одежде пастухов (пастырей). Чтобы подчеркнуть приверженность обету бедности, монахи одевались в заношенное облачение, часто в заплатах (даже в заплатах разных цветов). Шерстяное облачение никогда не красили (красить ткань означало вводить в заблуждение), поэтому цистерцианцы и гумилиаты решили исключить окрашенные и привлекающие к себе внимание (tincti et curiosi) ткани. Ордены оказались перед выбором, либо всем орденам иметь бесцветное облачение, чтобы нарочито подчеркнуть приверженность обету бедности, либо каждому ордену иметь отличия, чтобы подчеркнуть однородность ордена. Ордены предпочли второе.
На различия облачений повлияли климатические условия (трудно босиком и без нижнего белья ходить в Северной Европе). Немецкие монахи носили овечьи шкуры. Как у военных, облачения монахов имеют отличительные признаки принадлежности ордену, так доминиканцы носят кожаный пояс, бриктинцы и францисканцы — верёвку вместо пояса, бенедиктинцы — пояс изо льна или оленьей кожи. Апостолики носили рясу и скапулир, а сверху — большой камай из серого сукна, к которому прикреплялся малый капуччо. У иезуатов была белая ряса, кожаный пояс, манто коричневого цвета, большой белый квадратный капюшон, спадающий складками на плечи. Келлиты (или алексиане) выделялись своими роб из чёрной саржи и скапулирами из того же материала, к которому прикреплялся капюшон. Бониты носили тунику, кап и куколь с «хвостом» из прочных тканей (шерсти, пеньки), и подпоясывались поясом. Одежда доминиканцев, уставных каноников, была из белой шерсти, а пояс — кожаный, поверх туники и под куколем — также белый шерстяной скапулир, но короче туники, кап — чёрный, без рукавов, с чёрным же куколем. Облачение францисканцев — малый куколь, шаперон, манто из сурового сукна коричневого, серого (или чёрного) цвета, пояс из верёвки-«дисциплины» с тремя «францисканскими» узлами, францисканская одежда кроилась в форме креста, в разложенном виде рукава и капюшон верхнего облачения монаха образовывали крест. Красный крест из шерсти на левой стороне манто — тамплиеры. Красная пятиконечная звезда с малым голубым кругом посередине — вифлеемиты. Крест и 2 лилии — целестинцы. Мальтийский крест из красного шёлка с шестиконечной звездой — крестоносцы Красной звезды. Камальдолийцы Мурано носили белый головной убор на подкладке из чёрного шёлка и такой же оторочкой, гумилиаты — берет из грубой шерсти серого цвета, иезуаты — белый шаперон. Кармелиты надевали белую шапку, под которую надевали куаф из чёрного холста, из такого же холста были сделаны окантовка по краю и подкладка. Босоногие минориты носили квадратный капюшон, но придавали ему остроконечный вид наподобие капуччо святого Франциска. Французские камальдолийцы носили остроконечный капуччо и скапулир, доходивший до колен, тогда как камальдолийцы — круглый капуччо и скапулир такой же длины, как ряса.
В соответствии со своим облачением, монах получал прозвище. Францисканцы опоясывались верёвкой, поэтому их стали называть «кордельерами»; валломброзанцам по их серой униформе дали прозвище «серые монахи»; «бежевые братья» — братья милосердия, а форма их скапулиров повлекла за собой прозвище «брусочки», намекая на соответствующий геральдический элемент; кармелитов за их смешное примитивное манто прозвали братьями-«сороками»; скапулир из мешковины кающихся братьев объяснял, почему их прозвали «мешками»; сервитов Пресвятой Девы за их одеяния прозвали «белоризцами».
Из нижнего белья кармелиты, сервиты, бенедиктинцы, доминиканцы и премонстранты носили шерстяную сорочку. Целестинцы, сильвестринцы и мавристы носили сорочку из саржи. Монахи Фонтевро носили рубаху изо льна или конопли. Картезианцы, тамплиеры и рыцари Тевтонского ордена носили полотняные рубахи и сорочки из фая (грубого шёлка). Обычно, нижнее бельё выдавали в двух экземплярах для смены (чистое носили, загрязнившееся стирали). Монахи были обязаны сами стирать свои облачения 1 раз в течение 14-и дней. После постирки облачения расстилали на траве для просушки (вешать на верёвку было запрещено).
Монахи ходили босыми, в холщовых туфлях на верёвочной подошве, носили деревянные сандалии и сабо, кожаную обувь. Носили шерстяные или полотняные чулки, которые подвязывали к поясу или закрепляли подвязками под коленями. Монахам было предписано носить обувь только чёрного цвета.

### Цвет
Монахам вовсе не обязательно носить одноцветное облачение. Могут носить предмет облачения одного цвета с предметом облачения другого цвета. Целестинцы носят белую тунику, а скапулир, капуччо, куль — чёрные. В Фонте-Авеллана монашеские облачения были белыми, а манто — бирюзовое, и таким же было облачение сильвестринцев, украшавших манжеты и воротнички белым фаем. Кап кармелитов — белый, а куколь — коричневый. В Люксёй носили белые облачения со скапулиром или камаем голубого (или фиолетового) цвета. Келлиты (алексиане) носили одежду из неокрашенной шерсти, чёрный скапулир и серое манто в широкую складку. С течением времени цвета облачений изменялись, так куколь цистерцианцев из серого стала чёрной, а туника вместо каштановой стала серой. Сначала бенедиктинцы были одеты в рыжее, затем цвет их облачений стал чёрным. Чёрные одежды предпочитали: гранмонтанцы, сервиты, монахи Фонтевро, конгрегации Тирана, августинцы, кармелиты. Цистерцианцы и камальдолийцы носили облачения из неокрашенной (серой) шерсти, поэтому их прозвали «белыми монахами». Облачение мерседариев и тринитариев было также белым, но с непременным чёрным кожаным поясом. Премонстранты, картезианцы, авелланиты, паулисты, гильомиты, оливетанцы, доминиканцы, монахи Монте-Вирджино, каноники также носили белые облачения. Паулисты, богарды, монахи конгрегации Савиньи, бегины, францисканцы носили облачения бежевого, серого или пепельного цвета. Кордельеры, еремиты носили облачения коричневого цвета. Облачение голубого цвета носили «добряки», братья-«мешки» францисканцы Латинской Америки. По Уставу Годерика, аббата Реома, носили облачения с красноватым оттенком. Апостолики носили облачения зелёного цвета.

### Перечень

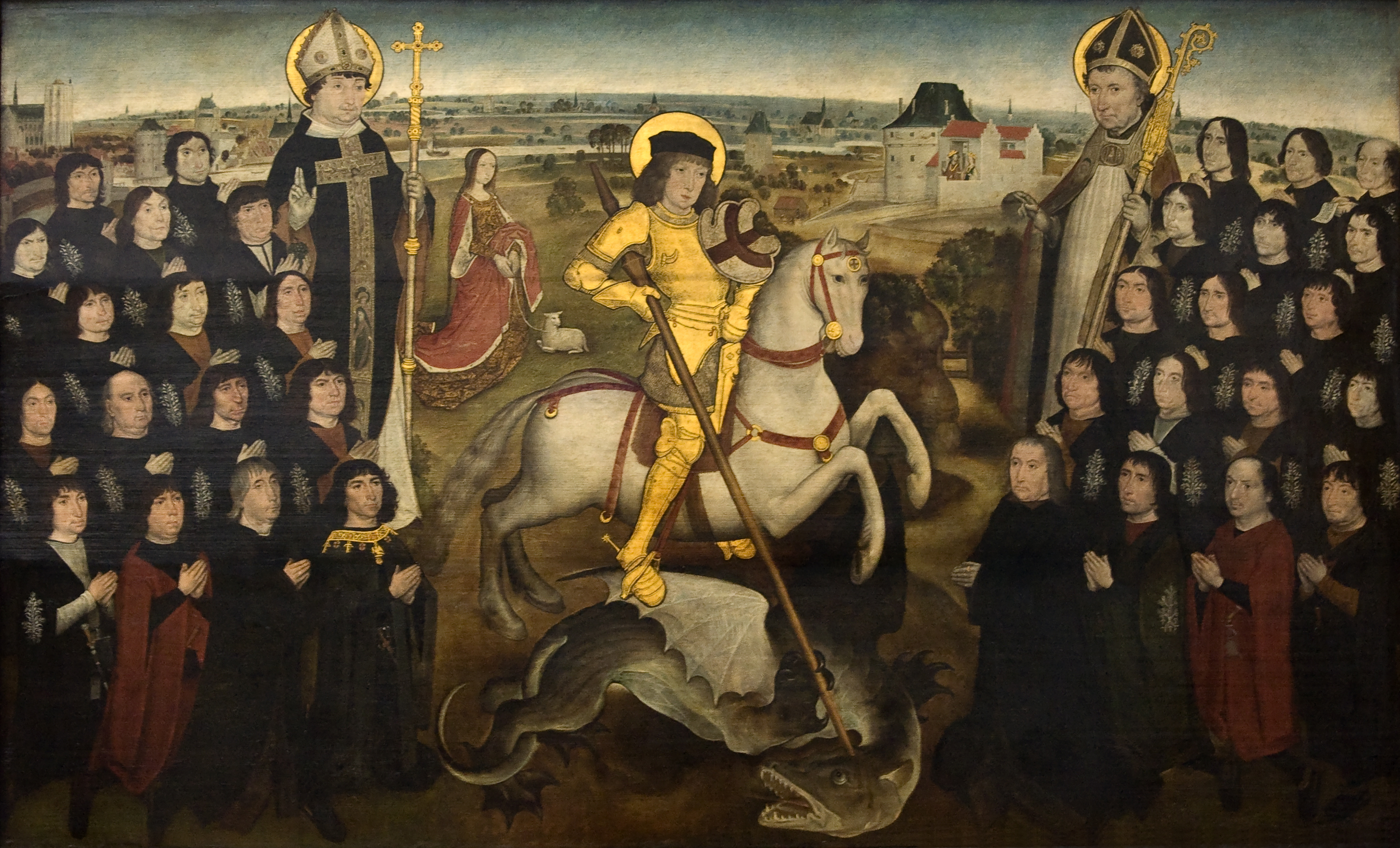
«Члены Гильдии Большого Арбалета в Мехелене»,
Королевский музей изящных искусств Антверпена, 1500 год

Монашеское облачение — исключительная собственность ордена. Орден обеспечивает монаха сменой облачения. Приблизительный перечень предметов облачения средневекового монаха:
- 2 рубахи;
- 2 туники;
- 2 шапа[12];
- 2 куколя (скапулира) с рукавами и капюшоном;
- 2 пары кальцони[13];
- 4 пары обуви для дня;
- тапочки для ночи;
- 2 пары мягких туфель без каблука;
- 1 рок[14] (юбка) из шерсти;
- 2 пелиссона[15] до пят;
- перчатки для лета;
- рукавицы для зимы;
- деревянные сандалии;
- подвязки и пояса.
- дополнительно носовой платок (sudarium, mappula), деревянный гребень, нож с ножнами, игла с нитью, стило и восковая табличка для написания

## Фотогалерея

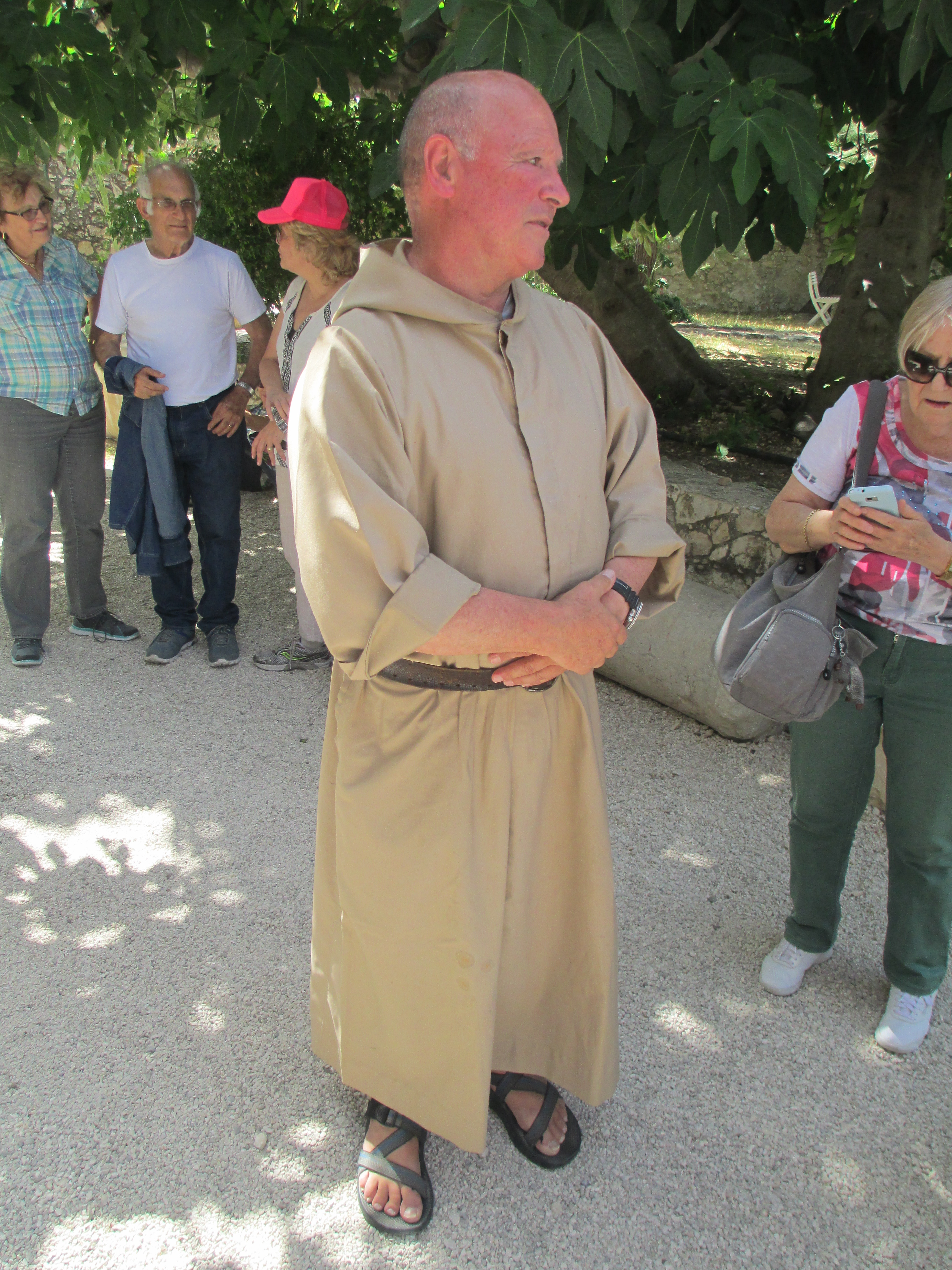
бенедиктинец
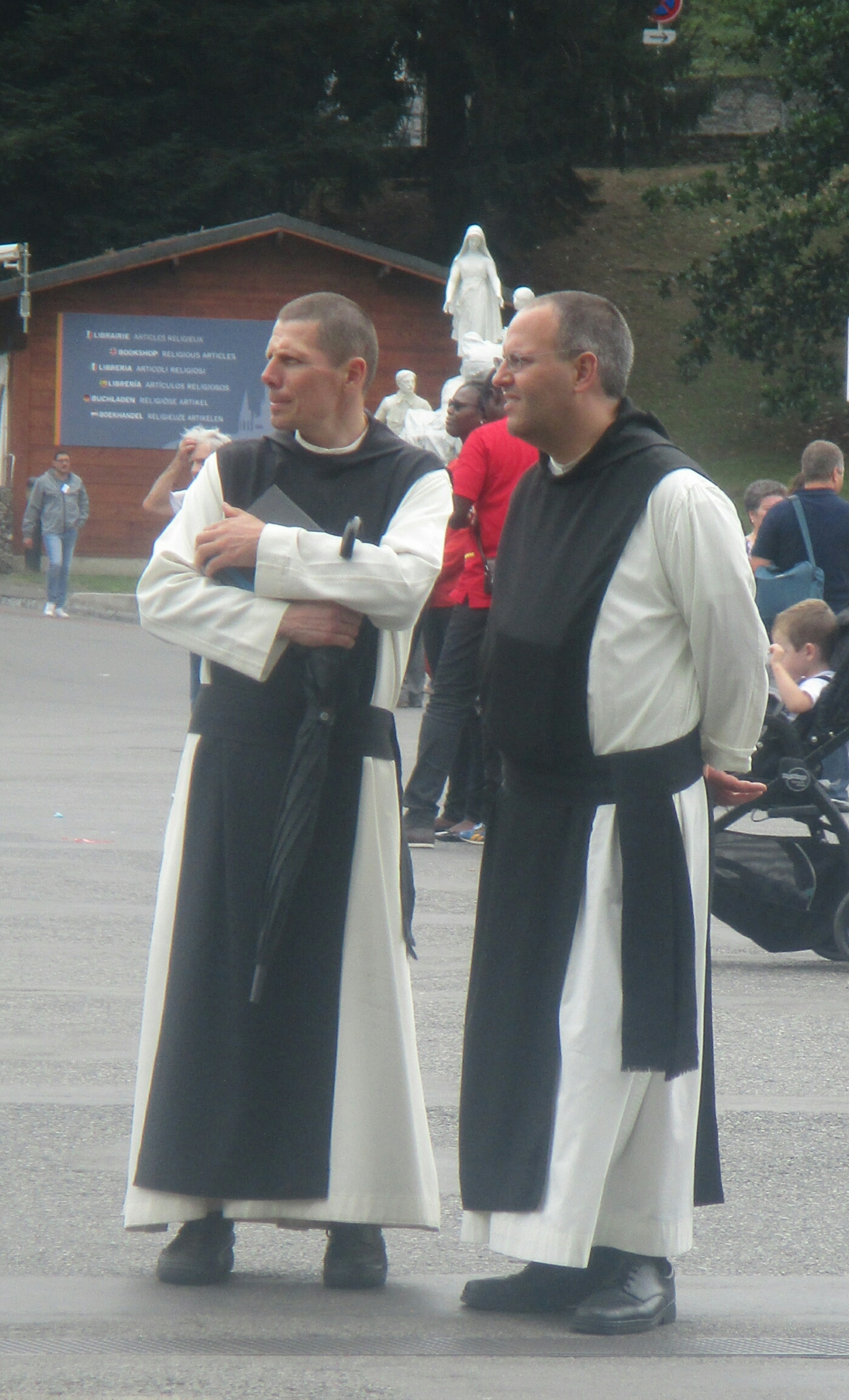
цистерцианцы
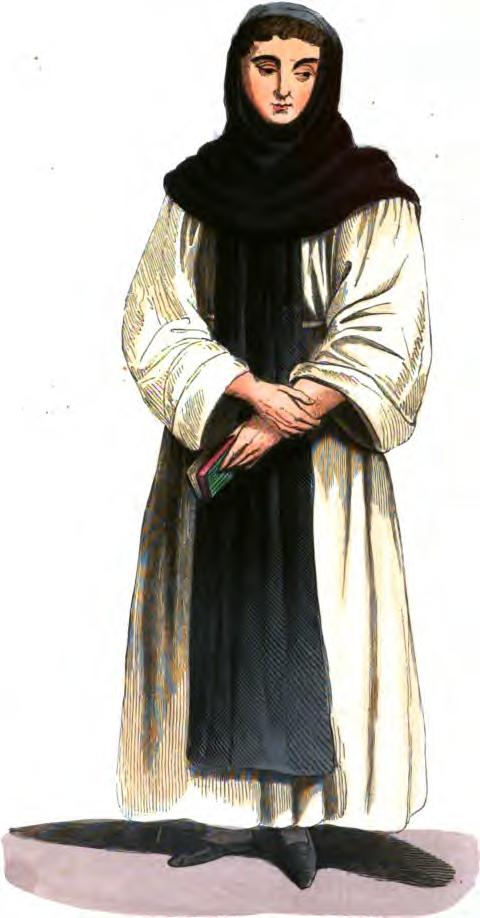
целестинец
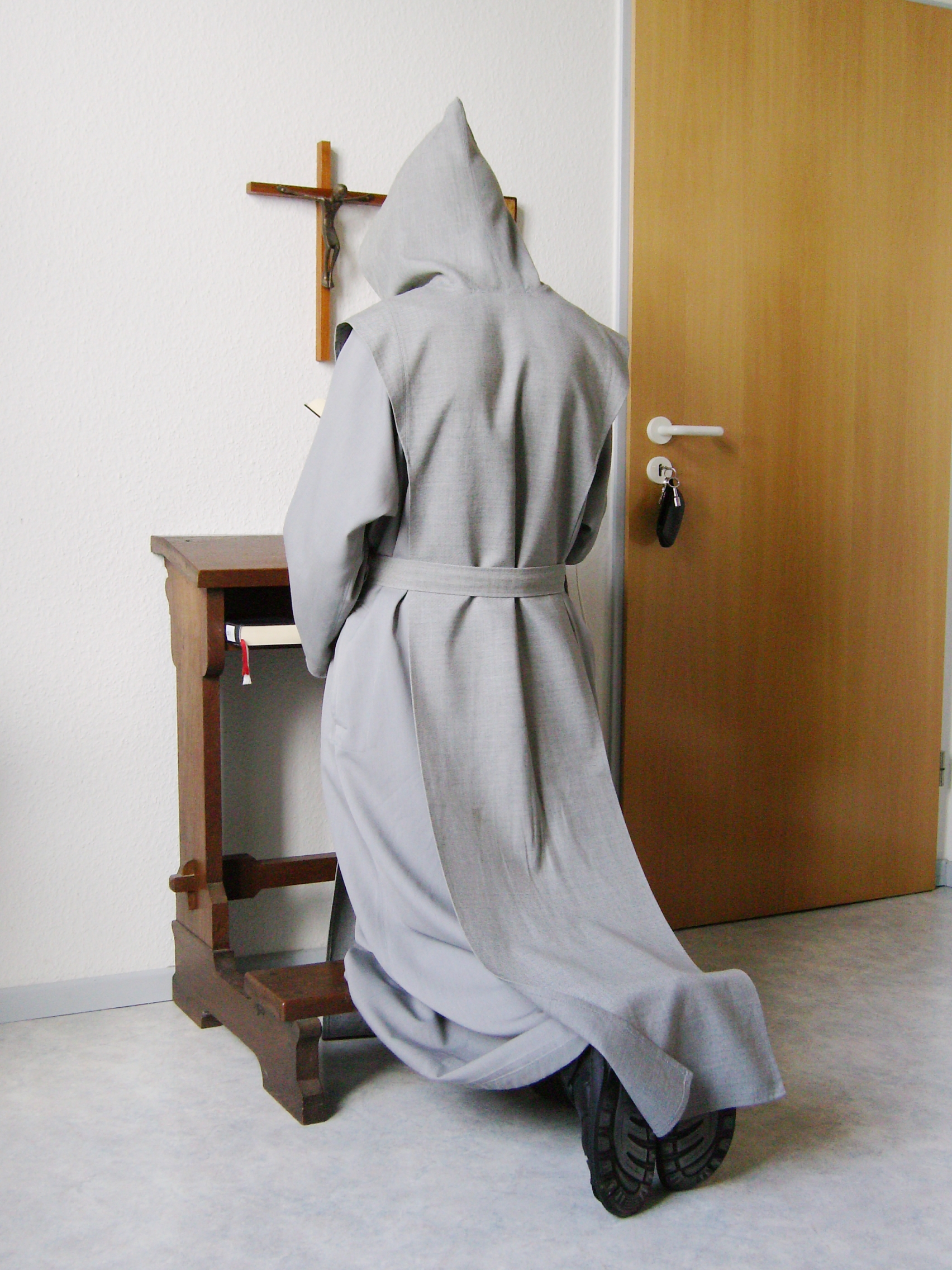
траппист
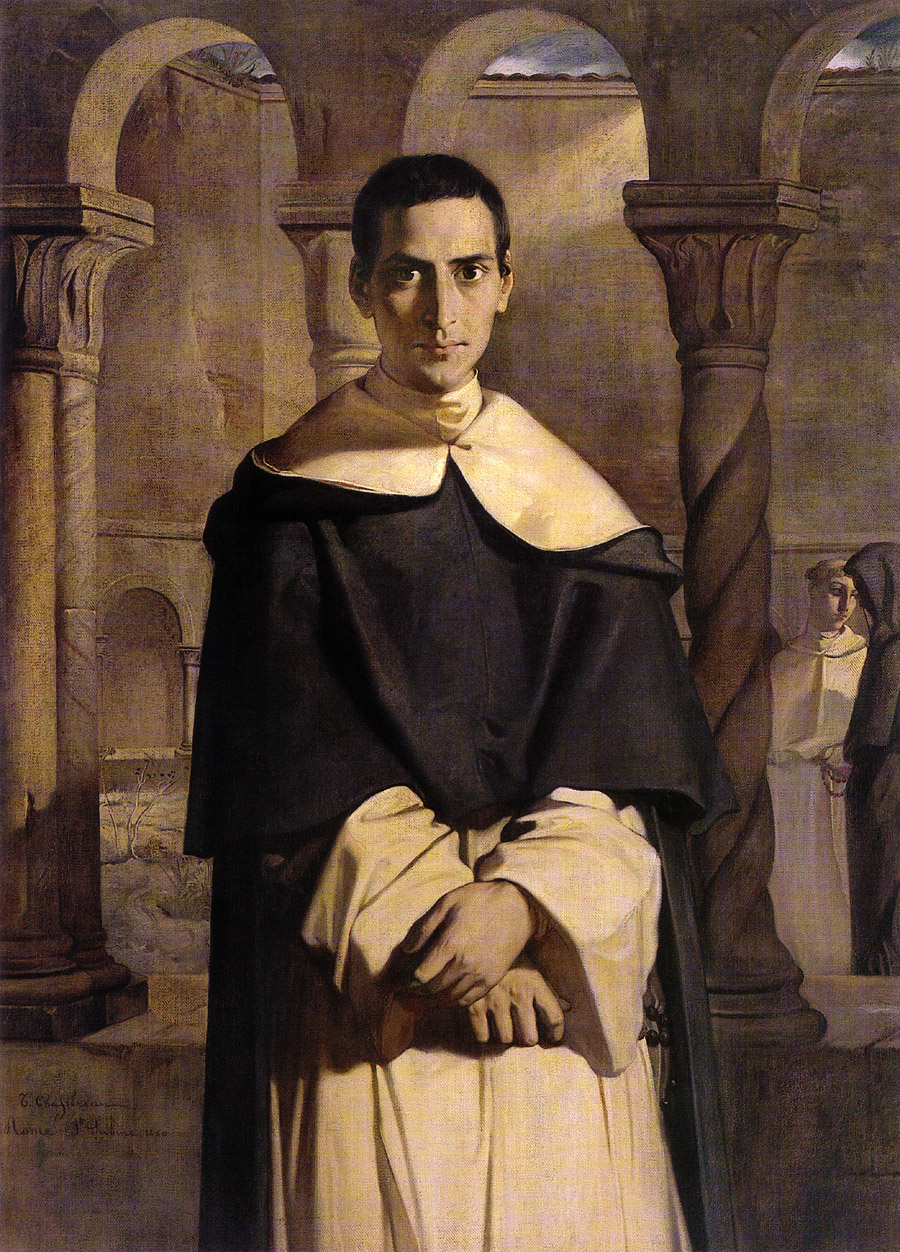
доминиканец
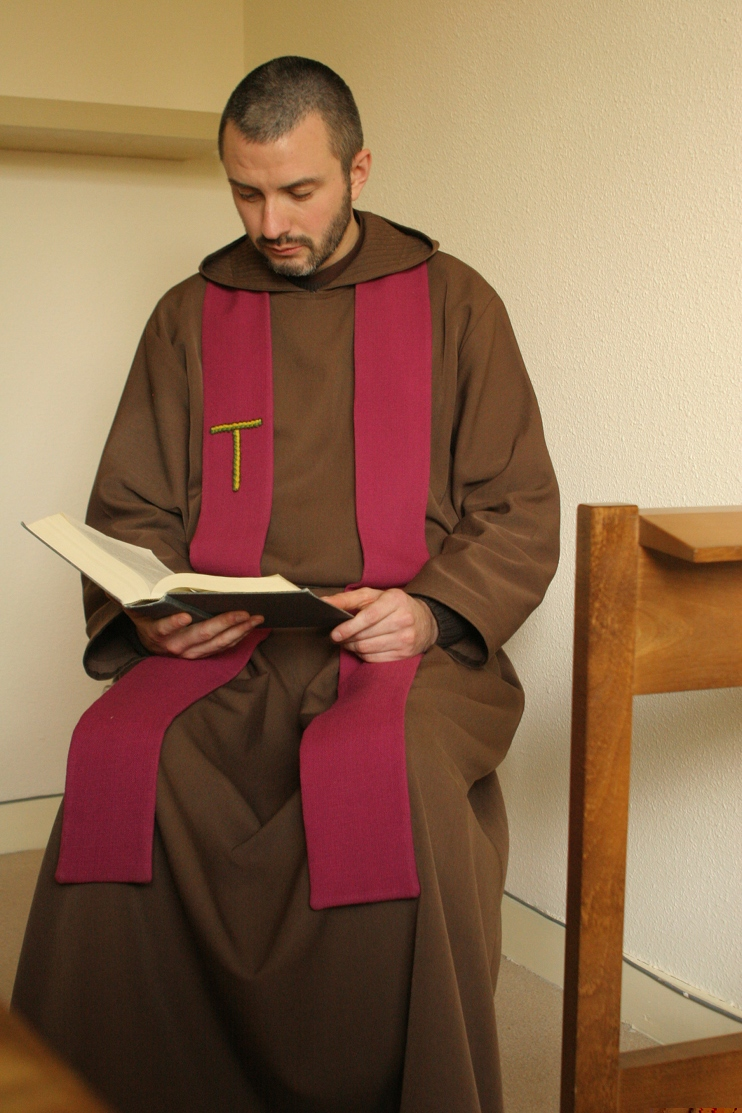
капуцин
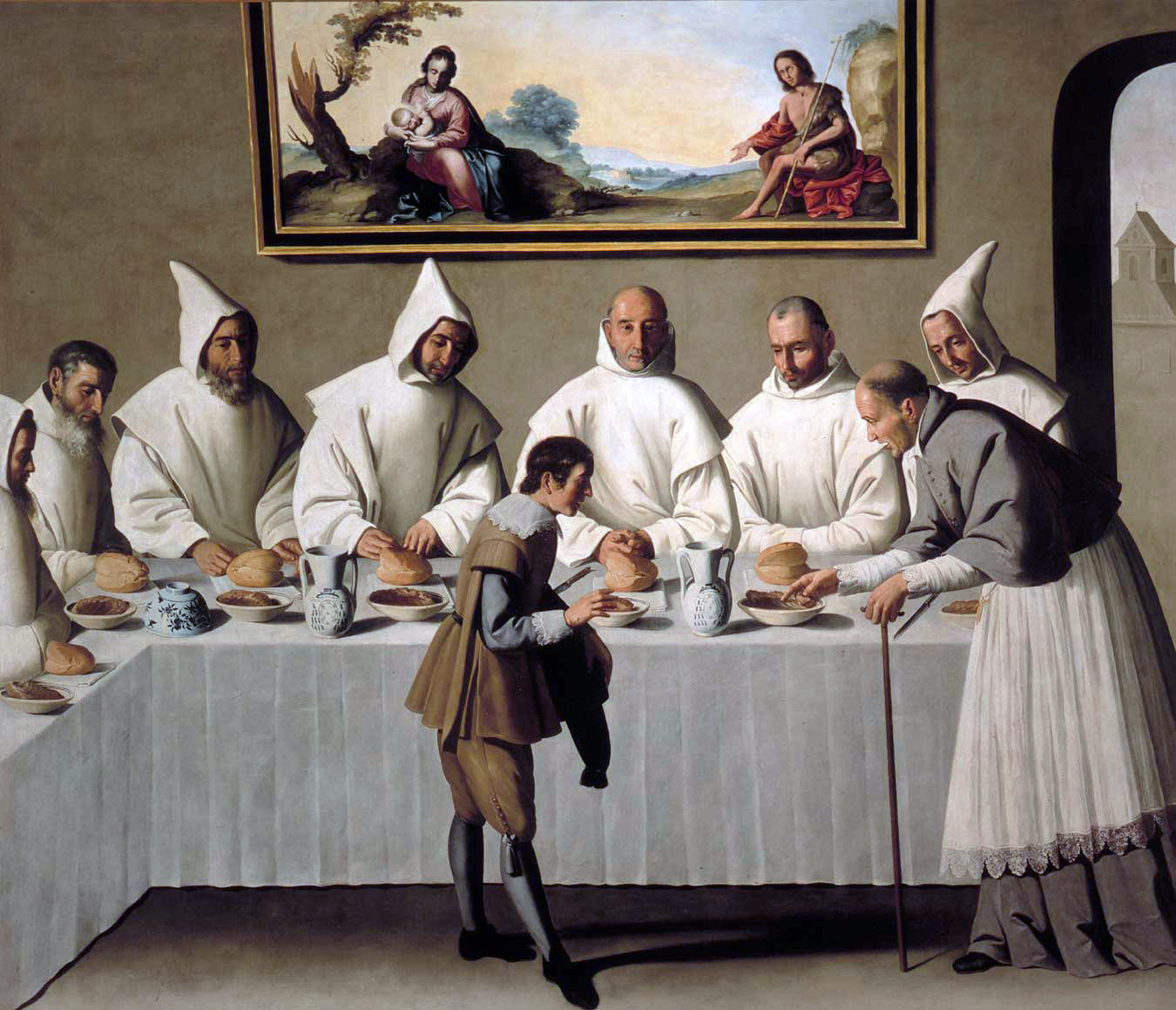
картезианцы
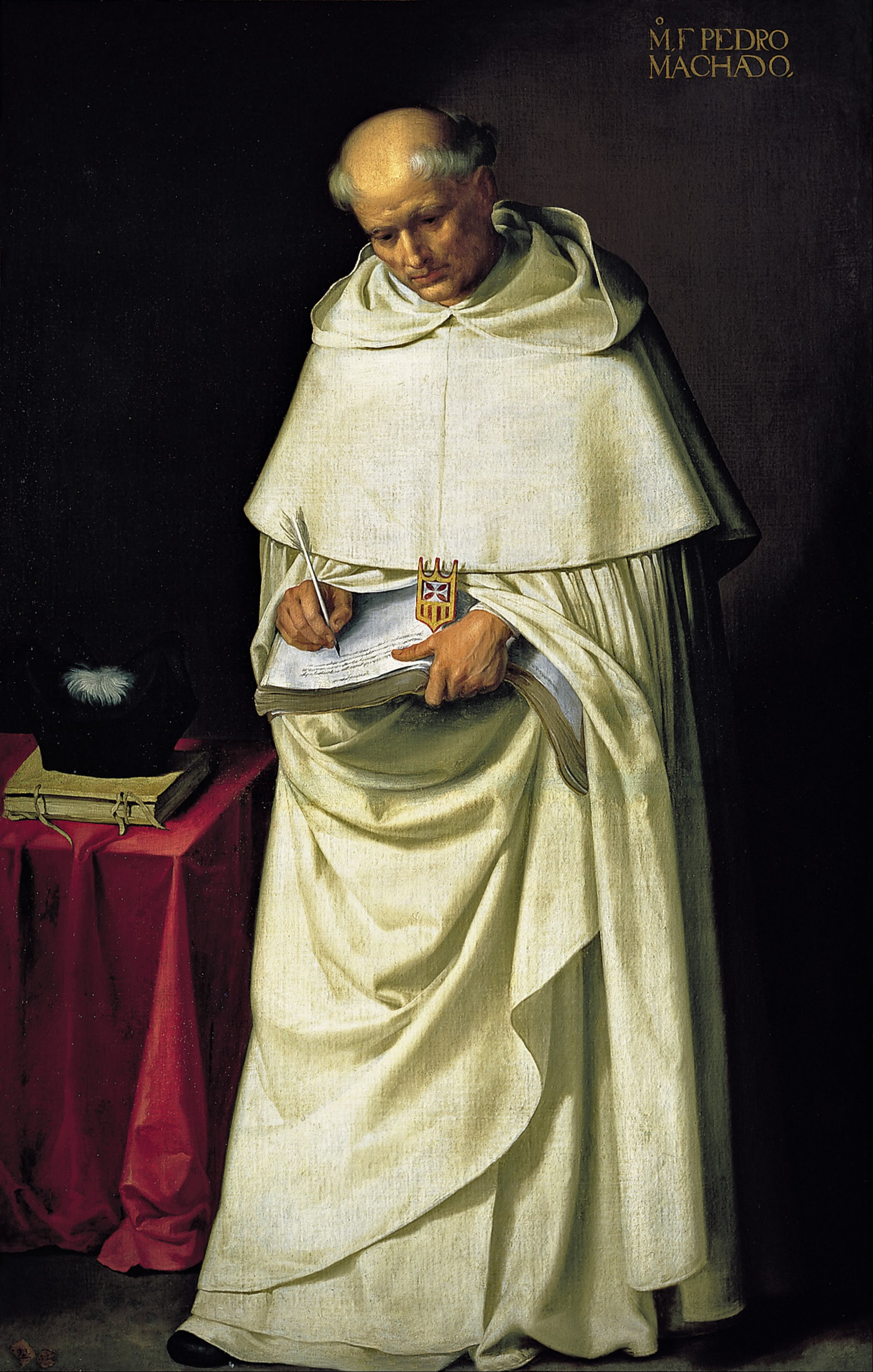
мерседарий
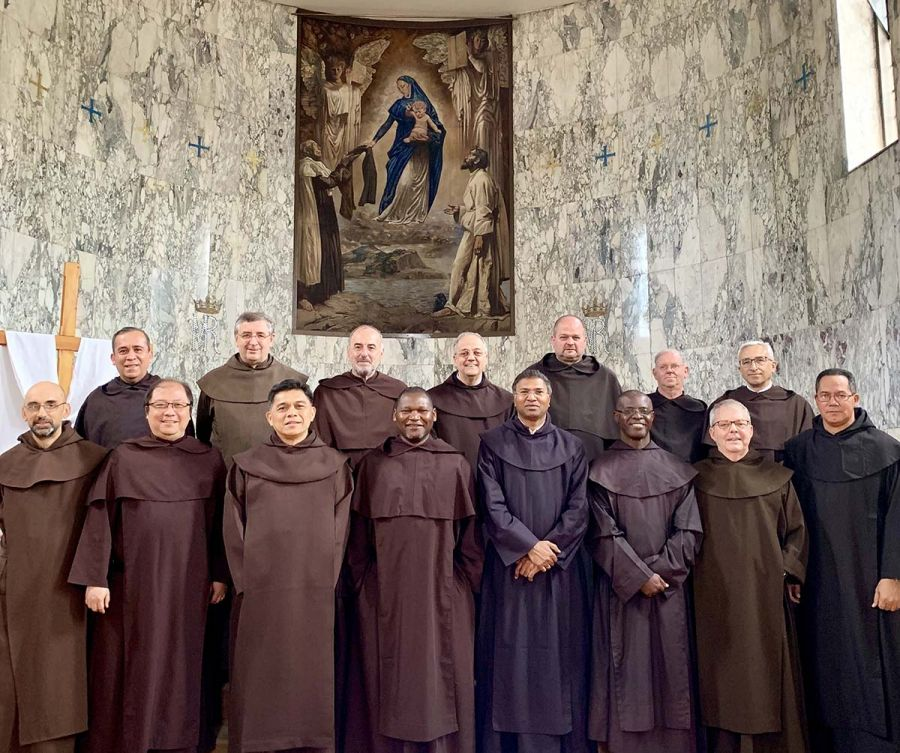
кармелиты
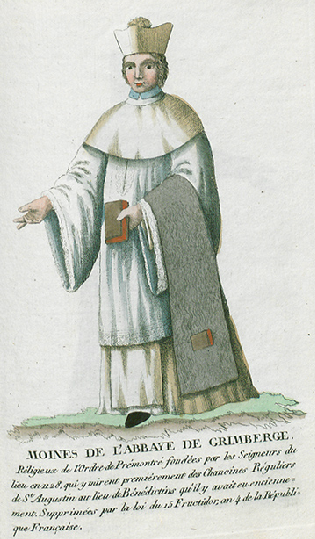
премонстрант
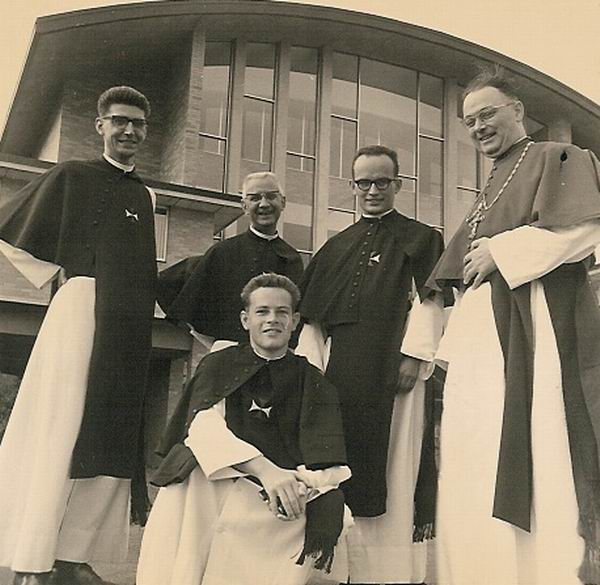
каноники
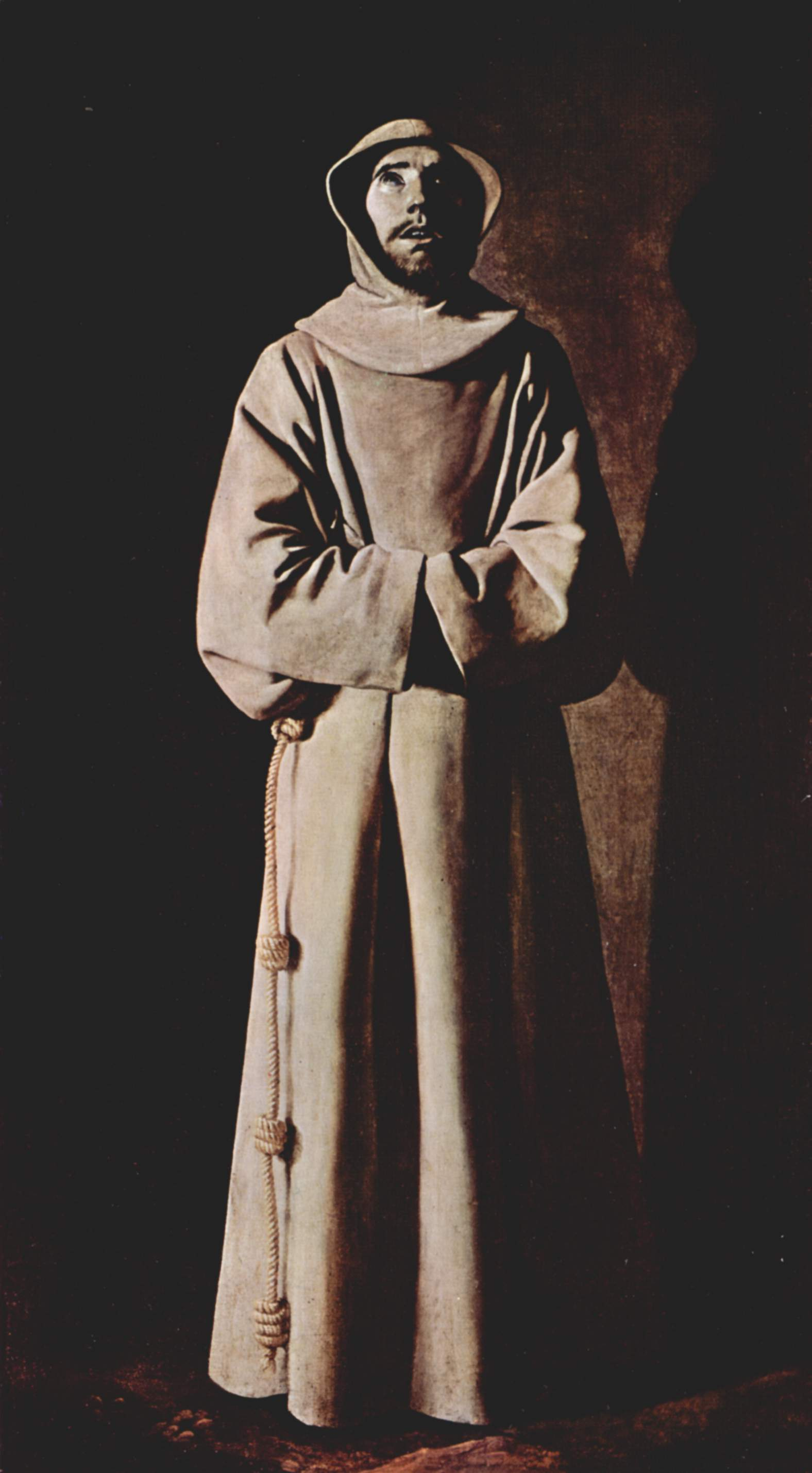
францисканец
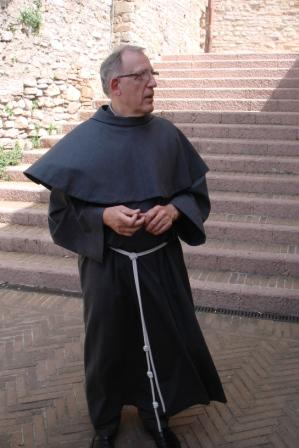
францисканец-конвентуал
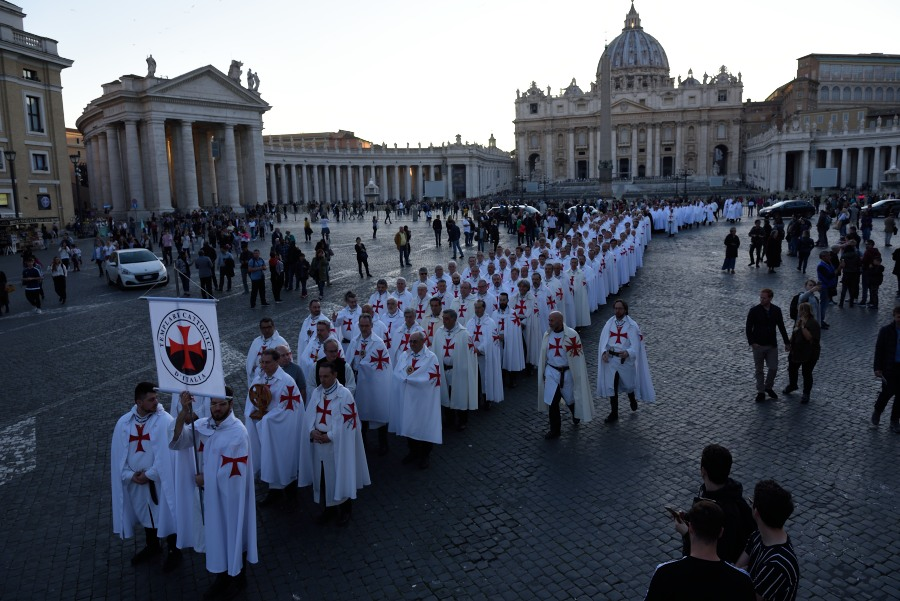
тамплиеры
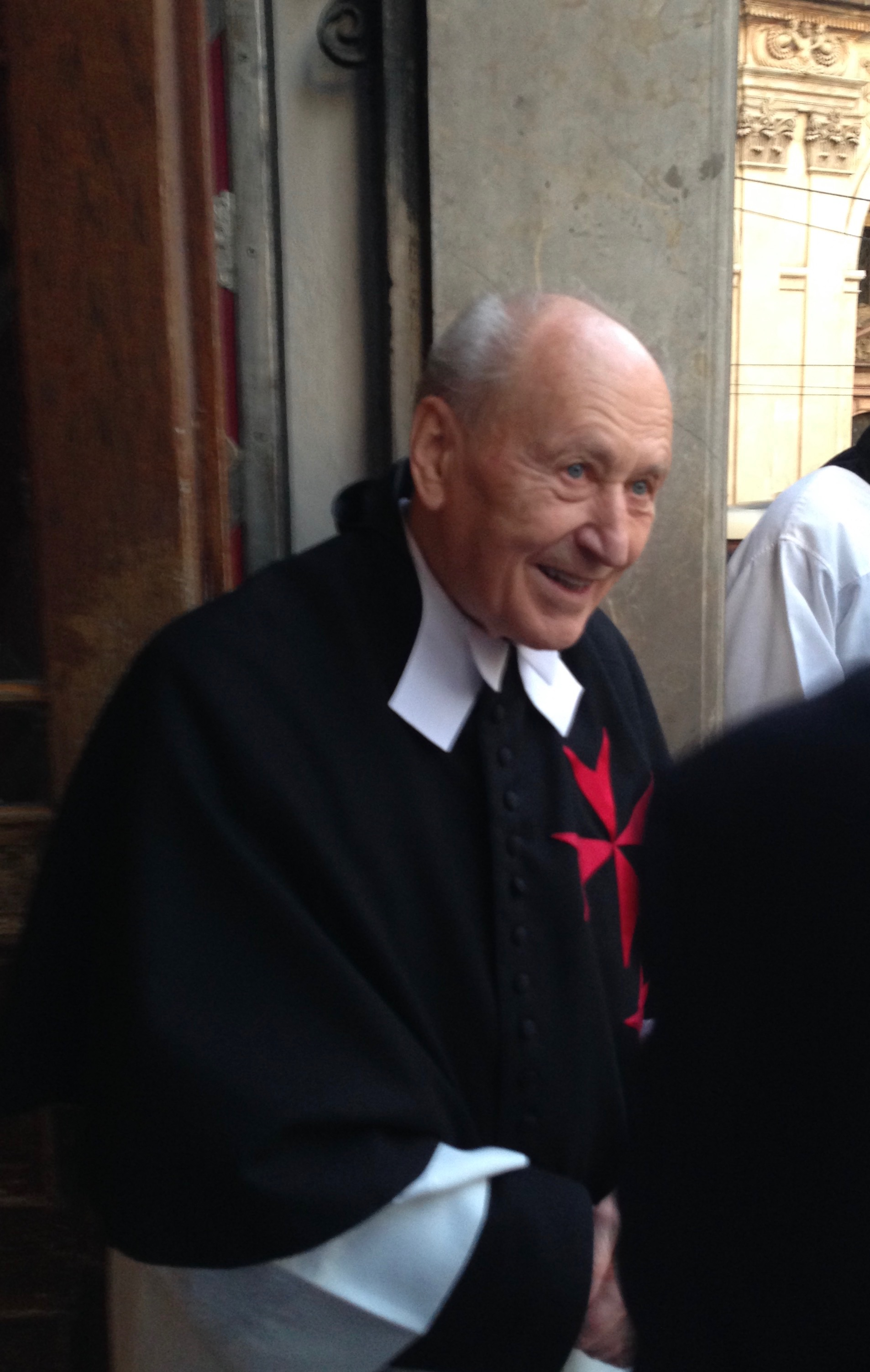
рыцарь Ордена креста с красной звездой
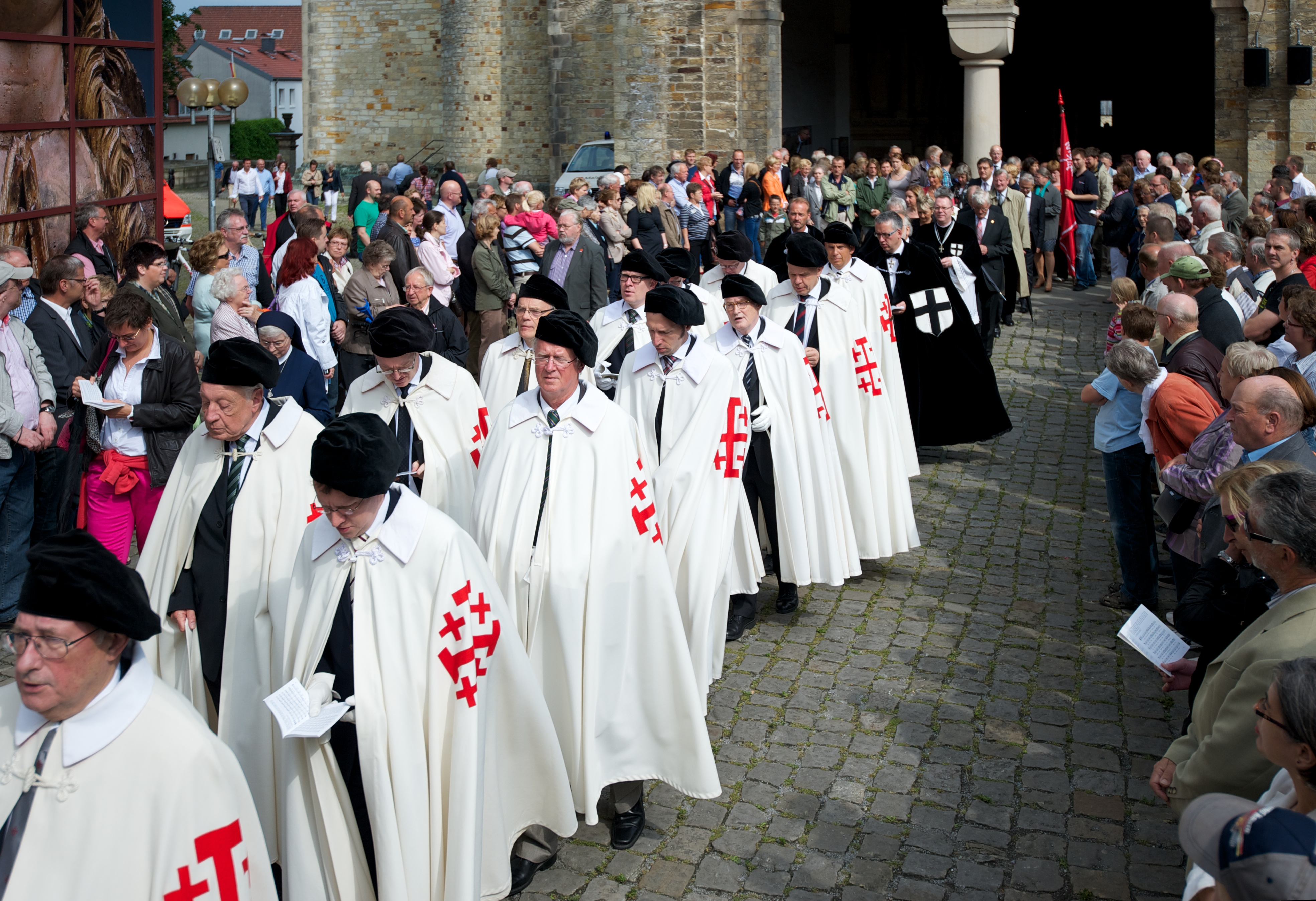
рыцари Ордена Гроба Господня (белые мантии, чёрные береты) и тевтонское братство (чёрные мантии)
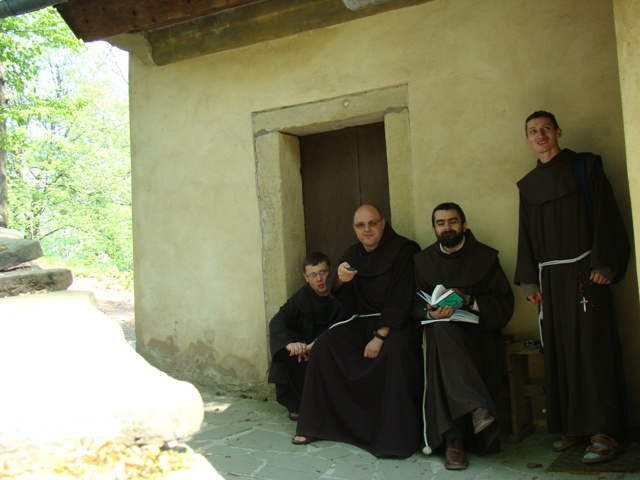
бернардинцы
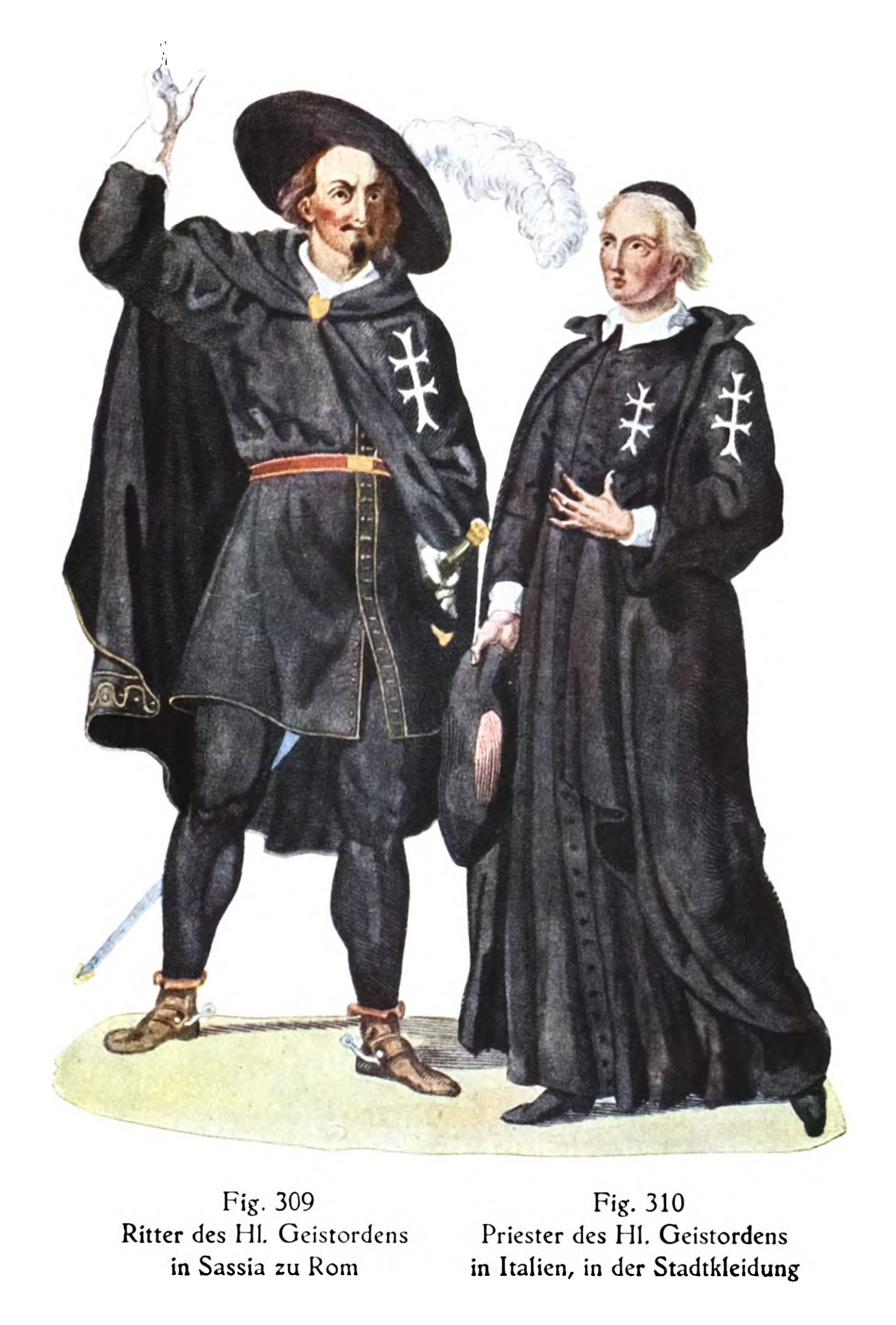
госпитальеры